# La Couvertoirade

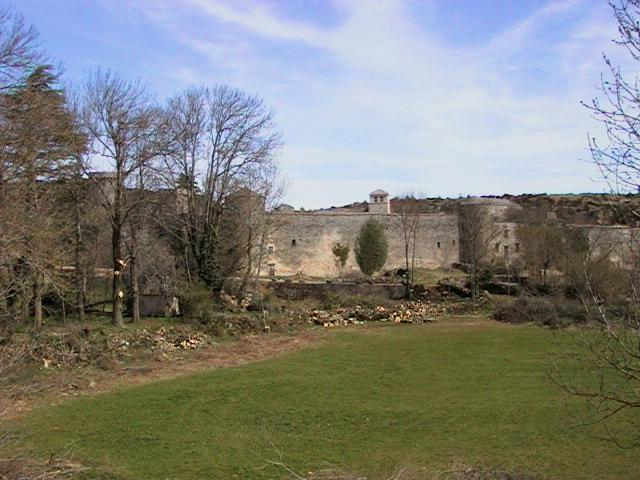
Murallas de La Couvertoirade.

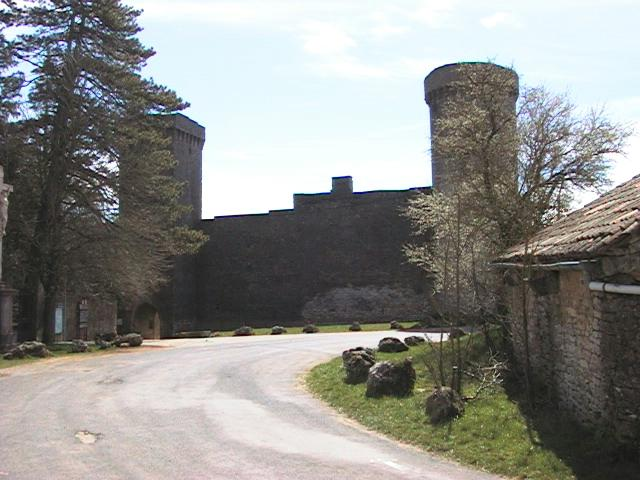
Murallas de La Couvertoirade.

La Couvertoirade (en occitano La Cobertoirada) es una comuna francesa del departamento del Aveyron en la región de Mediodía-Pirineos. Se halla en el Cause (meseta) du Larzac y su patrimonio medieval (que incluye un recinto amurallado y restos de la antigua comandancia templaria) le vale estar en la categoría de les plus beaux villages de France.

## Demografía
| 142 | 120 | 107 | 134 | 148 | 153 |
| Para los censos de 1962 a 1999 la población legal corresponde a la población sin duplicidades (Fuente: INSEE [Consultar]) |     |     |     |     |     |